# Bertram Broberg
Knut Bertram Broberg, född 4 februari 1925 i Balingsta, Uppland, död 3 maj 2005 i Dublin, Irland, var en svensk forskare och professor i hållfasthetslära, större delen av tiden vid Lunds tekniska högskola, sedermera ingående i Lunds universitet. 
Han började studera Teknisk fysik vid KTH i Stockholm, där han blev civilingenjör 1949 och disputerade (teknologie doktor) 1956. Under en stor del av 1950-talet arbetade han även vid Fortifikationsförvaltningen.
Broberg blev i september 1961, som 36-åring, den förste professorn vid den nybildade Lunds tekniska högskola (LTH). Han var med och handledde de första 30 teknologer som började studera då. Efterhand blev han förste rektor vid LTH liksom också förste inspektor för Teknologsammanslutningen vid LTH (TLTH, senare studentkår). Han var även inspektor vid Östgöta nation, Lund 1971-1979.
Under slutet av 1960-talet deltog han även i TV-programmet Fråga Lund, där han besvarade frågor inom teknik, naturvetenskap och särskilt sitt eget område hållfasthetslära.
Han var även gästprofessor vid flera utländska universitet som California Institute of Technology och Brown University i USA samt Sendai-universitetet i Japan.
Som professor emeritus bosatte sig Broberg 1991 i Dublin, där han fortsatte att arbeta vid University College Dublin.

## Ledamotsuppdrag
- Kungliga Vetenskapsakademien (KVA)
- Ingenjörsvetenskapsakademien (IVA)
- Kungliga Fysiografiska Sällskapet i Lund
- Ordförande i Internationella samfundet för ekologisk design